# Franz Abt
Franz Wilhelm Abt (Eilenburg, 22 dicembre 1819 – Wiesbaden, 31 marzo 1885) è stato un compositore e direttore di coro tedesco.

## Biografia
Abt studiò teologia e musica presso la Thomasschule di Lipsia e all'Università di Lipsia.
Nel 1837, Abt abbandonò gli studi teologici e decise di concentrarsi interamente alla musica. In questo periodo  iniziò a comporre musica principalmente opere per pianoforte.
Nel 1841 Abt diventò maestro di cappella a Bernburg e maestro del coro a Zurigo.
Nel 1852 diventò direttore teatrale a Braunschweig fino al 1882. Nel 1850 e il 1880 fu direttore di coro in Europa.

## Opere

### Lieder
- Abend ist’s geworden, Dunkel hüllt uns ein
- Alldeutschland
- Das ist im Leben hässlich eingerichtet
- Den Kiel umbrausen wild die Wogen
- Der Sommer ist vergangen
- Du bist im Strahlenkleide
- Es blühet das Blümchen
- Fahr wohl, mein Vaterland
- Gemäht sind die Felder, der Stoppelwind geht
- Hänschen möcht ein Reiter sein
- Hinaus in das Lustgeschmetter
- Ich kenne einen großen Garten
- In den Augen liegt das Herz
- Kühl und stille ist die Nacht
- Mit Jubel steigt die Lerche
- Nun ist der laute Tag verhallt
- Schlafe wohl im Tal von Schatten
- Schon fängt es an zu dämmern
- Sennenlied, op. 69
- Tannengrün
- Und willst du von mir scheiden
- Veilchen unter dürren Zweigen
- Vorbei vorbei die dunkle Nacht
- Waldandach
- Wenn ich ein Vöglein wär
- Wie könnt’ ich dein vergessen

### Singspiel
- Des Königs Scharfschütz (1873)
- Reisebekanntschaften (1875)
- Die Hauptprobe
- Die sieben Raben
- Rübezahl